# Yasumasa Nishino
Yasumasa Nishino (Toyama, 14 september 1982) is een Japans voetballer.

## Carrière
Yasumasa Nishino speelde tussen 2001 en 2010 voor Júbilo Iwata, Shimizu S-Pulse en Kyoto Sanga FC. Hij tekende in 2011 bij Kamatamare Sanuki.